# Хроніки Нарнії
«Хроніки На́рнії» (англ. The Chronicles of Narnia) — цикл із семи дитячих фентезійних книг, написаних Клайвом Стейплзом Льюїсом. В них розповідається про пригоди дітей у казковій країні під назвою Нарнія, де тварини можуть говорити, магія нікого не дивує, а добро бореться зі злом. Хроніки Нарнії вміщують багато натяків на християнські ідеї в доступному для юного читача вигляді. На додаток до християнських тем, Льюїс брав персонажів з грецької і римської міфології і традиційних британських та ірландських казок.
Серія дуже популярна. До 2006 року було продано понад 100 млн копій 41 мовою (Kelly 2006, Guthmann 2005), існують теле- і кіноекранізації, радіопостановки, театральні постановки, відеоігри.
Ілюстрацією оригінального циклу книжок займалась Пауліна Бейнес.

## Зміст повістей циклу

### Лев, Біла Відьма та шафа (1950)
Повість Лев, Біла Відьма та шафа була закінчена в 1949 році і опублікована у 1950. У ній розповідається історія про чотирьох звичайних дітей (Пітер, Сьюзен, Едмунд та Люсі). Вони знаходять шафу для одягу в будинку професора Керка, яка веде до чарівної країни Нарнії, що перебуває під чарами злої Білої Чаклунки. Четверо дітей виконують стародавнє пророцтво з допомогою лева Аслана і добрих жителів Нарнії, і звільняють Нарнію від Білої Чаклунки, разом з поразкою Білої Чаклунки в Нарнії закінчується Довга Зима, яка тривала 100 років.
Українською книгу переклала Вікторія Наріжна.
Номер 37 у Рейтингу 100 найкращих книг усіх часів журналу Ньюсвік.

### Принц Каспіан: Повернення в Нарнію (1951)
Закінчена восени 1949 року і опублікована в 1951 книга Принц Каспіан: Повернення в Нарнію розповідає історію про другу подорож дітей Певенсі в Нарнію, під час якої вони з'ясовують, що Міраз, дядько принца Каспіана, змусив його тікати до лісів і узурпував трон, проголосив себе королем. Знову діти повинні врятувати Нарнію, допомогти нарнійцям повернути трон законному правителю Каспіану X.
Українською переклала Софія Андрухович.

### Подорож Досвітнього мандрівника (1952)
Подорож досвітнього мандрівника була закінчена в 1950 році і опублікована в 1952. У третій частині Едмунд і Люсі Певенсі, разом з кузеном Юстесом Скрабом приєднуються до плавання Каспіана, котрий хоче знайти сімох лордів, засланих Міразом. На шляху до країни Аслана вони зустрічаються з дивами і небезпеками Великого Східного океану.
Українською переклала Софія Андрухович.

### Срібне крісло (1953)
Повість «Срібне крісло» була закінчена в 1951 році і опублікована в 1953. В ній Юстес і його однокласниця Джил Поул, тікаючи від школярів потрапляють в Нарнію. Аслан доручає знайти сина Каспіана — принца Ріліана, котрий був викрадений 10 років тому. Юстес і Джил разом з хитайболотом Хмуротванем вирушають на пошуки у північні землі, населені велетнями.
Українською переклали Ігор Ільїн та Олександра Кальниченко.

### Кінь і його хлопчик (1954)
Закінчена весною 1950 року і опублікована в 1954, Кінь та його хлопчик — перша книжка, яка не є продовженням попередньої. Час дії роману — період правління Певенсі в Нарнії, період, котрий починається і закінчується в останній главі книги Лев, Біла Відьма та шафа. Історія розповідає про коня Ігого (Брі), який вміє розмовляти, і маленького хлопчика Шаста. Обидва основних персонажі потрапили в рабство в Калормені, країні на півдні Нарнії. Випадково вони зустрічаються і вирішують повернутися в Нарнію. Під час подорожі вони виявляють, що калорменці збираються напасти на Арченландію і вирішують приїхати туди першими й попередити короля Луна.
Українською переклала Вікторія Наріжна.

### Небіж чаклуна (1955)
Закінчений зимою 1954 року і опублікований в 1955, Небіж чаклуна є передісторією: він повертає читача до народження Нарнії, коли Аслан створив світ і розповідає, як зло вперше до нього потрапило. Дігорі Керк і його подружка Поллі Пламмер потрапляють у інші світи в результаті експерименту дядька Дігорі, зустрічають Джадіс (Білу Відьму) і стають свідками створення Нарнії. У книзі даються відповіді на багато запитань про Нарнію, котрі могли виникнути у читача під час читання попередніх книг.
Українською книгу переклали Ігор Ільїн та Олександра Кальниченко за участі Катерини Воронкіної.

### Остання битва (1956)
Закінчена навесні 1953 і опублікована в 1956 році, «Остання битва» описує кінець світу Нарнії. Джил і Юстес приходять у Нарнію за закликом її останнього короля Тіріана, щоб врятувати від мавпія Хитра, який вдягає осла Лопуха в лев'ячу шкуру, представляє нарнійцям як Аслана, і починає правити від його імені, співпрацюючи зі калорменцями, давніми ворогами Нарнії. Ситуація виливається у битву між тими, хто вірить в Аслана, і тими, хто на стороні самозванця.
Українською книгу переклали Ігор Ільїн та Олександра Кальниченко.

## Порядок читання
Перший американський видавець, Макміллан і Ко, опублікував книги в порядку їх видання. Але коли цикл був перевиданий Харпер Коллінз, книги були опубліковані за внутрішнім хронологічним порядком, запропонованим пасинком Клайва Льюїса, Дугласом Грешамом.
| Порядок публікації                        | Хронологічний порядок                     |
| ----------------------------------------- | ----------------------------------------- |
| 1. Лев, Біла Відьма та шафа (1950)        | 1. Небіж чаклуна (1955)                   |
| 2. Принц Каспіан (1951)                   | 2. Лев, Біла Відьма та шафа (1950)        |
| 3. Подорож Досвітнього мандрівника (1952) | 3. Кінь та його хлопчик (1954)            |
| 4. Срібне крісло (1953)                   | 4. Принц Каспіан (1951)                   |
| 5. Кінь та його хлопчик (1954)            | 5. Подорож Досвітнього мандрівника (1952) |
| 6. Небіж чаклуна (1955)                   | 6. Срібне крісло (1953)                   |
| 7. Остання битва (1956)                   | 7. Остання битва (1956)                   |

Дуглас Грешам цитує відповідь Льюїса на лист від американського хлопчика, написаний в 1957, який побився з матір'ю об заклад з приводу порядку читання книг:
|  | Думаю, що більше згоден з вашим порядком читання книг (тобто хронологічним), ніж з тим, про який говорить ваша мати. Цикл не був запланований наперед, як думає вона. Коли я написав «Лева», я не знав, що буду писати далі. Коли написав як продовження «Каспіана», то все ще не думав, що продовжу писати. Коли ж написав «Досвітнього Мандрівника», то був практично впевнений, що він і буде останньою книгою циклу. Але потім я зрозумів, що неправий. Так що насправді, не дуже важливо в якому порядку читати книги. Оригінальний текст (англ.) [I think I agree with your order [i.e. chronological] for reading the books more than with your mother’s. The series was not planned beforehand as she thinks. When I wrote The Lion I did not know I was going to write any more. Then I wrote P. Caspian as a sequel and still didn't think there would be any more, and when I had done The Voyage I felt quite sure it would be the last, but I found I was wrong. So perhaps it does not matter very much in which order anyone read them. I’m not even sure that all the others were written in the same order in which they were published.] Помилка: {{Lang}}: текст вже має курсивний шрифт (допомога) |

Але розповсюджена думка, що найкращий початковий порядок, який спочатку вводить основні терміни всесвіту Нарнії і пізніше пояснює їх в приквелах. Наприклад, історія створення в «Небожі чаклуна» стає менш зрозуміла при зміні порядку. У другому аргументі за читання в порядку публікації стверджується, що «Принц Каспіан» має підзаголовок «Повернення в Нарнію», а деякі фрагменти тексту книги «Лев, Біла Відьма та шафа» підтверджують, що ці дві книги повинні іти послідовно:
«Діти знали про те, ким був Аслан, не більше ніж ви.»
«Ось і закінчилися пригоди в шафі. Але якщо Професор все-таки правий, то пригоди в Нарнії тільки починаються.»
Інший аргумент, наведений прихильниками початкового порядку книг, — якщо цикл спочатку прочитаний в хронологічному порядку, читач не зможе відчути суть книг без знання приквелів. З іншого боку, хронологічним порядком можна порадувати себе навіть після прочитання в початковому порядку. Також, до аргументів на користь хронологічного порядку можна відносити й саму офіційну назву циклу «Хроніки».

## Географічні впливи
За деякими даними, Льюїс засновував свій опис світу «Нарнії» на базі пейзажів гір Моне Графства Давн, яке розташоване в його рідній Північній Ірландії.
Назву своєї казкової країни Льюїс не вигадав сам, а взяв з атласу Стародавнього Світу, готуючись до вступу в Оксфорд: «Нарнією» (Narnia) називалося місто в давньоримській провінції Умбрія (зараз італійське місто Нарні).

## Християнські паралелі
Хоча автор і не збирався робити цього навмисно, в процесі написання своїх фентезійних робіт Льюїс, що став християнином, будучи уже дорослим, включив християнську теологію в свої історії. Як він писав в «Інших світах»:
Деякі люди, здається, думають, що я почав з того, що спитав себе, як би розповісти дітям про християнство; потім використав казку як інструмент і, опираючись на інформацію про дитячу психологію, вирішив, для якої вікової групи буду писати; потім склав список основних християнських істин і виробив алегорії, щоб описати їх. Все це — чиста фантазія. Я не зміг би так писати. Все починалось з образів: фавн, що несе парасольку, королева на санях, величний лев. Спочатку не планувалось нічого, пов'язаного з християнством, цей елемент проявився ніби сам по собі.Оригінальний текст (англ.)
Some people seem to think that I began by asking myself how I could say something about Christianity to children; then fixed on the fairy tale as an instrument, then collected information about child psychology and decided what age group I’d write for; then drew up a list of basic Christian truths and hammered out ‘allegories’ to embody them. This is all pure moonshine. I couldn’t write in that way. It all began with images; a faun carrying an umbrella, a queen on a sledge, a magnificent lion. At first there wasn’t anything Christian about them; that element pushed itself in of its own accord.
Як експерт у сфері алегорій Льюїс стверджував, що книги не були алегоріями, і волів називати християнські аспекти в них «імовірними». Як в тому, що ми називаємо альтернативною історією (фантастикою). Як він писав в листі до пані Хук в грудні 1958:
Якщо б Аслан представляв нематеріальне божество так само, як Гігантський Відчай представляє відчай, то був би алегоричним персонажем. В дійсності ж він — винахід, який ніби дає відповідь на питання «Яким міг би бути Христос, якщо б існував світ на зразок Нарнії, і Він вирішив би втілитися, вмерти і знову воскреснути в цьому світі, як Він зробив в нашому?». Це зовсім не алегорія.Оригінальний текст (англ.)
If Aslan represented the immaterial Deity in the same way in which Giant Despair [a character in The Pilgrim's Progress] represents despair, he would be an allegorical figure. In reality, however, he is an invention giving an imaginary answer to the question, ‘What might Christ become like if there really were a world like Narnia, and He chose to be incarnate and die and rise again in that world as He actually has done in ours?’ This is not allegory at all.
З виходом фільму «Хроніки Нарнії: Лев, чаклунка та шафа» інтерес до християнських паралелей, знайдених в книгах, поновився. Дехто вказав на їх невдалість, зазначаючи, що їх легко проґавити, якщо ви не знайомі з християнством. Інші бачать у «Хроніках Нарнії» чудовий інструмент для навернення до християнства.

## Екранізації і радіопостановки

### Екранізації
- В 1967 «Лев, Біла Відьма і шафа» вперше була представлена на екранах як телесеріал. На відміну від наступних екранізацій, його важко дістати для домашнього перегляду.
- В 1979 «Лев, Біла Відьма і шафа» була випущена у вигляді мультфільму. Ця робота була удостоєна премії Еммі як «Видатний Мультиплікаційний Проєкт».
- «Хроніки Нарнії» були екранізовані компанією BBC в телевізійному серіалі «Хроніки Нарнії» в 1988—1990. Були відзняті лише «Лев, Біла Відьма і шафа», «Принц Каспіан: Повернення в Нарнію», «Подорож досвітнього мандрівника» i «Срібне крісло». Решту знято не було.
- Чотири частини цього серіалу були пізніше змонтовані в три повнометражні фільми (об'єднані фільми Алекса Кірбі «Принц Каспіан» і «Подорож досвітнього мандрівника») і випущені на DVD.
- Трилогія повнометражних кінофільмів: «Лев, чаклунка та шафа» 2005 року, «Хроніки Нарнії: Принц Каспіан» 2008 року та «Хроніки Нарнії: Підкорювач Світанку» 2010 року.
- У 2026 році на екрани вийде екранізація роману «Небіж чаклуна», зрежисована й написана Ґретою Ґервіґ.

### Радіо
- На радіо ВВС і Focus on the Family (Сконцентруйся на сім'ї) була випущена радіопостановка за мотивами «Хронік».

## Переклади українською
Українською мовою твори Льюїса з'явилися з величезним запізненням. Першопрохідцем тут стало львівське видавництво «Свічадо», де у 2001—2003 роках побачили світ перші чотири частини «Хронік Нарнії» (переклад Олеся Манька, редагування Наталки Римської). На жаль, останні три книги серії «Хроніки Нарнії» так і не з'явилися у видавництві «Свічадо».
Згодом на хвилі популярності після екранізації «Лева, чаклунки і шафи» естафету підхопило дніпровське видавництво «Проспект», яке у 2006—2008 роках видало українською всі 7 частин «Хроніки Нарнії» у перекладі Вікторії Наріжної («Лев, Біла Відьма та шафа», «Кінь та його хлопчик», «Небіж чаклуна», «Срібне крісло»), Софії Андрухович («Принц Каспіян», «Подорож Досвітнього мандрівника») та Л. Овсянникової («Остання битва»). У 2017 видавництво KM Books перевидало перші 5 книг серії у цьому перекладі Вікторії Наріжної, Софії Андрухович та Л. Овсянникової (останні дві книги серії — «Срібне крісло» та «Остання битва» з невідомих причин так і не були перевидані у 2017 році).
У 2012—2014 роках харківське видавництво КСД також видало українською всі 7 частин «Хроніки Нарнії» у перекладі Ігоря Ільїна та за участі Катерини Воронкіної (Лев, Біла Відьма та Шафа), та у тандемному перекладі Ігоря Ільїна та Олександра Кальниченка за участі Катерини Воронкіної (решта 6 частин). У 2017 видавництво КСД перевидало однією книгою переклад Ігоря Ільїна та Олександра Кальниченка за участі Катерини Воронкіної.